# Стиксруд, Мартин
Мартин Стиксруд (норв. Martin Stixrud, родился 9 февраля 1876 года в Осло, Норвегия — умер 8 января 1964 года в Осло, Норвегия) — норвежский фигурист, выступавший в одиночном катании. Бронзовый призёр Олимпиады 1920 года, серебряный призёр чемпионата Европы 1923 года, бронзовый призёр чемпионата Европы 1912 года, десятикратный чемпион Норвегии (1913, 1916—1924).

## Биография
Мартин Стиксруду было 44 года, когда он выиграл бронзовую медаль Олимпиады. Был тренером Сони Хени.

## Спортивные достижения

### Мужское одиночное катание
| Соревнования/Сезоны | 1910 | 1911 | 1912 | 1913 | 1914 | 1915 | 1916 | 1917 | 1918 | 1919 | 1920 | 1921 | 1922 | 1923 | 1924 |
| ------------------- | ---- | ---- | ---- | ---- | ---- | ---- | ---- | ---- | ---- | ---- | ---- | ---- | ---- | ---- | ---- |
| Зимние Олимпиады    |      |      |      |      |      |      |      |      |      |      | 3    |      |      |      |      |
| Чемпионаты мира     |      | 6    |      |      | 11   |      |      |      |      |      |      |      | 4    |      | 7    |
| Чемпионаты Европы   | 5    |      | 3    | 6    |      |      |      |      |      |      |      |      | 5    | 2    |      |
| Чемпионаты Норвегии |      |      |      | 1    |      |      | 1    | 1    | 1    | 1    | 1    | 1    | 1    | 1    | 1    |